# Hörður Torfason
Hörður Torfason (Reikiavik, 4 de septiembre de 1945), es un cantante, actor y activista político islandés, conocido por ser el impulsor de las protestas en Islandia ante la crisis financiera.

## Carrera profesional
Con su álbum Hörður Torfason syngur eigin lög de 1971 Hördur Torfason causó un enorme impacto en la música islandesa y muchos lo tomaron como modelo.

### Discografía
- Án þín, 1971
- Hörður Torfason syngur eigin lög, 1971

## Vida personal
Torfason fue en 1975 una de las primeras personas en Islandia en declararse abiertamente gay en una entrevista que impactó a la sociedad islandesa de la época, por lo que se vio obligado a dejar el país, volviendo años después. En 1978 fundó Samtökin '78 que es la asociación gay más importante de Islandia. Desde entonces ha participado en la defensa de los derechos del colectivo homosexual.

## Protestas de 2008
Ante la grave crisis financiera en Islandia de 2008, consecuencia de la crisis mundial del mismo año, Torfason inició una campaña ante el Parlamento de Islandia en Reikiavik en la que cuestionaba a los políticos de su país. Su movimiento llamado Voces del Pueblo fue sumando a ciudadanos islandeses que como él demandaban cambios en las políticas llevadas a cabo por el gobierno. Las protestas de miles de personas provocaron cinco meses después la caída del gobierno y se convocaron elecciones. 
Su activismo político ha sido inspiración de otros movimientos, en especial del Movimiento 15-M en España, por lo que Torfason visitó el país dando conferencias en diferentes ciudades españolas.